# Blue Boys Muhlenbach
Blue Boys Muhlenbach (luks. Foussballclub Blue Boys Millebaach) – luksemburski klub piłkarski, mający siedzibę w północnej dzielnicy Muhlenbach miasta Luksemburg, stolicy państwa. Obecnie występuje w Nationaldivisioun.

## Historia
Chronologia nazw:
- 1932: FC Blue Boys Muhlenbach
- 1940: Sport Verein Muhlenbach
- 1944: FC Blue Boys Muhlenbach
- 2009: Cercle Sportif Muhlenbach Lusitanos
- 2012: FC Muhlenbach-Sandžak
- 2012: FC Blue Boys Muhlenbach

Klub piłkarski Blue Boys Muhlenbach został założony w dzielnicy Muhlenbach miasta Luksemburg w 1932 roku. Na początku swego istnienia zespół występował w niższych ligach regionalnych. W sezonie 1933/34 startował w 3.Divisioun (D5), zajmując 3.miejsce w grupie 2. W następnym sezonie był trzecim w grupie zachodniej 3.Divisioun i awansował do 2.Divisioun (D4). W 1937 wygrał drugą grupę 2.Divisioun i zdobył promocję do Promotioun (D3). Sezon 1937/38 zakończył na 2.pozycji i został promowany do 1.Divisioun (D2). Jednak debiut na zapleczu ekstraligi był nieudanym – ostatnie 10.miejsce spowodowało spadek z drugiej ligi. W sezonie 1939/40 po zajęciu 8.lokaty w Promotioun został zdegradowany z trzeciej ligi. W czasie okupacji niemieckiej Luksemburga podczas II wojny światowej został przemianowany w 1940 roku na SV Muhlenbach. W sezonie 1941/42 startował w Gauliga 1. Klasse, zajmując 6.miejsce w Staffel C.
W 1944 przywrócił historyczną nazwę. W sezonie 1944/45 dotarł do 1/8 finału Pucharu Luksemburga. W sezonie 1945/46 wystartował w 2.Divisioun, zajmując 5.miejsce i kwalifikując się do Promotioun. W następnym sezonie 1946/47 był trzecim w drugiej grupie Promotioun. W sezonie 1950/51 został wicemistrzem 2 grupy Promotioun i zdobył promocję do 1.Divisioun. W 1957 po zajęciu przedostatniego 11.miejsca w 1.grupie spadł z drugiej ligi.
Przed rozpoczęciem sezonu 1957/58 nastąpiła reorganizacja systemu lig, Promotioun został przeniesiony o jeden poziom wyżej i otrzymał nazwę Éierepromotioun. Klub został przydzielony do czwartej ligi, zwanej 2.Divisioun. W 1961 był drugim w pierwszej grupie 2.Divisioun. W 1965 spadł do 3.Divisioun, a w 1970 wrócił do 2.Divisioun. W sezonie 1970/71 po zajęciu 2.miejsca w pierwszej grupie awansował do 1.Divisioun, w której występował do 1974. Po roku nieobecności wrócił w 1975 do 1.Divisioun. W następnym sezonie 1975/76 zwyciężył w 1.Divisioun i został promowany do Éierepromotioun. Sezon 1978/79 zakończył na ostatniej 12.pozycji i pożegnał się z zapleczem ekstraklasy prawie na 30 lat. W sezonie 1984/85 uplasował się na trzeciej lokacie od dołu tabeli drugiej grupy 1.Divisioun i był zmuszony walczyć w barażach o zachowanie miejsca w trzeciej lidze, w których jednak przegrał i został zdegradowany do 2.Divisioun. W następnym sezonie 1985/86 zajął drugie miejsce w drugiej grupie i wrócił do 1.Divisioun.
W 1990 klub ponownie spadł do 2.Divisioun, a w 1991 na jeden sezon do 3.Divisioun. W sezonie 1994/95 zespół zajął drugie miejsce w drugiej grupie i awansował do 1.Divisioun. Sezon 2002/03 spędził w 2.Divisioun, a w 2005 ponownie został zdegradowany do 2.Divisioun. W sezonie 2005/06 zajął drugie miejsce w drugiej grupie 2.Divisioun i awansował do trzeciej ligi. W następnym sezonie 2006/07 ponownie zajął drugie miejsce w drugiej grupie 1.Divisioun i tym razem awansował do Éierepromotioun. Ale sezon 2007/08 był nieudanym – przedostatnie 13.miejsce spowodowało spadek do trzeciej ligi. Potem jeszcze w sezonie 2011/12 oraz 2013/14 i 2014/15 ponownie grał w Éierepromotioun. W 2009 z powodu większości członków klubu pochodzenia portugalskiego klub otrzymał nazwę Cercle Sportif Muhlenbach Lusitanos. W 2012 do klubu dołączyła spora liczba piłkarzy rozwiązanego klubu FC Flaxweiler-Beyren i klub zmienił nazwę na FC Muhlenbach-Sandžak. Pod koniec 2012 roku klub powrócił do swojej pierwotnej nazwy Blue Boys Muhlenbach. W sezonie 2016/17 zdobył mistrzostwo w drugiej grupie 1.Divisioun i po raz kolejny zdobył promocję do Éierepromotioun. W sezonie 2018/2019 zajął drugie miejsce i zdobył historyczny awans do Nationaldivisioun.

## Barwy klubowe, strój
| Niebieski | Biały |

Klub ma barwy niebiesko-białe. Zawodnicy domowe spotkania zazwyczaj grają w niebieskich koszulkach, niebieskich spodenkach oraz niebieskich getrach.

## Sukcesy

### Trofea międzynarodowe
Nie uczestniczył w rozgrywkach europejskich (stan na 31-05-2019).

### Trofea krajowe
| \| \| Zdobyte trofea w rozgrywkach Luksemburga (stan na: 31-05-2019) \| |                                                                |      |                  |
| Rozgrywki                                                               | Osiągnięcie                                                    | Razy | Sezon(y)         |
| Mistrzostwo                                                             | I miejsce                                                      | 0    |                  |
| Mistrzostwo                                                             | II miejsce                                                     | 0    |                  |
| Mistrzostwo                                                             | III miejsce                                                    | 0    |                  |
| Mistrzostwo                                                             | ?.miejsce                                                      | 1    | 2019/20          |
| Puchar                                                                  | zdobywca                                                       | 0    |                  |
| Puchar                                                                  | finalista                                                      | 0    |                  |
| Puchar                                                                  | ćwierćfinalista                                                | 2    | 1999/00, 2018/19 |
| II liga                                                                 | I miejsce                                                      | 0    |                  |
| II liga                                                                 | II miejsce                                                     | 1    | 2018/19          |
| II liga                                                                 | III miejsce                                                    | 0    |                  |
| Luksemburg                                                              | Zdobyte trofea w rozgrywkach Luksemburga (stan na: 31-05-2019) |      |                  |

- Promotioun/1.Divisioun (D3):
  - mistrz (2x): 1975/76, 2016/17 (gr.2)
  - wicemistrz (5x): 1937/38, 1950/51 (gr.2), 2006/07 (gr.2), 2010/11 (gr.1), 2012/13 (gr.1)
  - 3.miejsce (2x): 1946/47 (gr.2), 2015/16 (gr.2)

## Poszczególne sezony

### Rozgrywki krajowe
| \| Luksemburg \| Bilans występów klubu w rozgrywkach piłkarskich Luksemburga (Stan na 31 maja 2019 r.) \| \| |                                                                                       |        |       |   |   |   |    |    |     | |        |        |      |
| Poziom | Rozgrywki                                                                             | Sezony | Mecze | Z | R | P | B+ | B– | Pkt | Lata | Awanse | Spadki | Naj. |
| I | Nationaldivisioun                                                                     | 1      |       |   |   |   |    |    |     | od 2019 | 0      | 0      | ?    |
| II | Éierepromotioun                                                                       | 18     |       |   |   |   |    |    |     | 1938/39, 1951–1957, 1976–1979, 1995–1997, 2007/08, 2011/12, 2013–2015, 2017–2019                                                  | 1      | 7      | 2    |
| III | 1.Divisioun                                                                           | 36     |       |   |   |   |    |    |     | 1937/38, 1939/40, 1946–1951, 1971–1974, 1975/76, 1979–1985, 1986–1990, 1995–2002, 2003/04, 2006/07, 2008–2011, 2012/13, 2015–2017 | 7      | 6      | 1    |
| IV | 2.Divisioun                                                                           | 21     |       |   |   |   |    |    |     | 1935–1937, 1945/46, 1957–1965, 1970/71, 1974/75, 1985/86, 1990/91, 1992–1995, 2002/03, 2004–2006                                  | 8      | 2      | 1    |
| V | 3.Divisioun                                                                           | 8      |       |   |   |   |    |    |     | 1933–1935, 1965–1970, 1991/92 | 3      | 0      | 1    |
| | Puchar                                                                                |        |       |   |   |   |    |    |     | od 1934 |        |        | 1/4  |
| Luksemburg                                                                                                   | Bilans występów klubu w rozgrywkach piłkarskich Luksemburga (Stan na 31 maja 2019 r.) |        |       |   |   |   |    |    |     | |        |        |      |

## Struktura klubu

### Stadion
Klub piłkarski rozgrywa swoje mecze domowe na Stade Mathias Mamer w dzielnicy Muhlenbach miasta Luksemburg, który może pomieścić 1100 widzów (200 miejsc siedzących).

### Inne sekcje
Klub prowadzi drużyny dla dzieci i młodzieży w każdym wieku.

## Kibice i rywalizacja z innymi klubami

### Derby
- FC Avenir Beggen
- FC Mamer 32
- Racing FC Union Luksemburg
- RM Hamm Benfica
- Swift Hesperange
- US Sandweiler